# Джиср-эш-Шугур (район)
Джиср-эш-Шугур (араб.  منطقة جسر الشغور ‎) — район (минтака) в составе мухафазы Идлиб, Сирия.
Административный центр — город Джиср-эш-Шугур.

## География
Район расположен в западной части мухафазы. На северо-востоке граничит с районом Харим, на востоке — с районами Идлиб и Эриха, на юге — с территорией мухафазы Хама, на юго-западе — с территорией мухафазы Латакия, на западе и северо-западе — с территорией Турции.

## Административное деление
Административно район Джиср-эш-Шугур разделён на 4 нахии:
| Нахия          | Административный центр | Население (2004 г.), чел. | Карта |
| -------------- | ---------------------- | ------------------------- | ----- |
| Бдама          | Бдама                  | 18 501                    |       |
| Даркуш         | Даркуш                 | 23 022                    |       |
| Джиср-эш-Шугур | Джиср-эш-Шугур         | 89 028                    |       |
| Эль-Джанудия   | Эль-Джанудия           | 19 642                    |       |